# Henschel Hs 293
La Henschel Hs 293 era una bomba planadora alemanya, controlada per ràdio, destinada principalment a l'ús contra vaixells durant la Segona Guerra Mundial. La bomba es guiava manualment fins a l'objectiu (guiatge conegut actualment com a MCLOS) i va ser un dels primers predecessors dels míssils antivaixells actuals. La Hs 293 va ser desenvolupada i construïda per Henschel Flugzeug-Werke AG. Va ser dissenyada per Herbert Wagner. Es van construir vora 12.000 Hs 293 fins al final de la guerra.

## Antecedents
Les tripulacions dels bombarders alemanys, durant la Guerra Civil Espanyola, van constatar que era molt difícil d'encertar un vaixell en moviment en un atac en horitzontal. Calia afegir-hi que calia evitar el foc antiaeri si era un vaixell de guerra. Conscient d'aquesta dificultat el RLM va iniciar, el 1937, un programa de desenvolupament d'un tipus de bomba que es pogués guiar cap al seu blanc. Aquest programa portaria a la bomba guiada de caiguda lliure Fritz X i a la bomba planadora Hs 293
El 1939, el RLM va decidir iniciar un programa de míssils guiats basat al voltant d'un sistema de control de vol amb pilot automàtic. El programa va ser dirigit pel Herbert Wagner de la firma d'avions Junkers, El RLM va animar Henschel Flugzeugwerke (HKW) a Berlín a establir un departament de recerca centrat en les noves tecnologies incloses els motors de reacció i els sistemes de guia per a míssils. Wagner va ser contractat per dirigir el nou Sonderabteilung F (Sonderabteilung Forschung. Alemany:Departament especial de Recerca), que es convertiria en el centre alemany de desenvolupament de míssils més important, a part del massiu Centre de míssils balístics de Peenemünde.
Wagner va proposar una bomba planadora, llançada des d'un bombarder, i de llarg abast. El RLM va suggerir que, per guiar-la, es fes servir el sistema de guiatge per ràdio Kehl-Straßburg que ja estava en desenvolupament per a la Fritz-X. Una de les primeres lliçons dels assajos amb els prototips va ser que la bomba havia de ser alliberada des de gran altura ja que passava un temps abans que l'operador pogués obtenir-ne el control. Això va comportar un major interès per una configuració motoritzada. Es va seleccionar el motor de coets HWK-109-507 produït per l'Helmuth Walter KG a Kiel. Aquest motor de coets es va muntar sota el ventre d'una Hs 293V-2 l'estiu de 1940, i el primer vol impulsat sense guia es va realitzar el 5 de setembre de 1940, prop de Peenemünde. Una test inicial de prova el 16 de desembre de 1940 no va tenir èxit perquè es van invertir els controls dreta/esquerra. El primer llançament amb èxit es va produir el 18 de desembre un cop descobert l'error en els controls.

## Descripció
El cos de la Hs 293 era la bomba d'aviació SC 500 (Sprengbombe-Cylindrisch 500. Alemany:Bomba de fragmentació-Cilíndrica 500 kg). Aquesta contenia una càrrega explosiva de 300 kg detonada per una espoleta d'impacte. A diferència del Fritz-X, la Hs 293 tenia un poder de penetració molt limitat, i estava destinada a l'atac de vaixells de guerra lleugerament blindats com corbetes i destructors o vaixells mercants. Tenia unes ales curtes amb alerons i una cua amb timó de profunditat i propulsió autònoma que li proporcionava el motor de coet Walter HWK 109-507 que li donava una empenta de 590 kg durant 10 segons donant a la bomba una velocitat de 830 km/h. Llançada des d'un bombarder es dirigia cap al seu objectiu guiada mitjançant senyals de ràdio. Per fer el seguiment més fàcil a l'operador hi havia una bengala sense fums a la cua de la bomba per operacions diürnes i una petita llum per a les operacions nocturnes. A diferència de la bomba guiada Fritz X no calia sobrevolar el blanc després del llançament sempre i quant es mantingues dins l'abast de la guia de ràdio i l'operador pogués veure tant la bomba com el blanc.(MCLOS)
La bomba planadora es dirigia des de l'avió fins a l'objectiu mitjançant un radiocomandament amb 18 canals que emetia en el rang de freqüència al voltant dels 50 MHz. El sistema de control remot consistia en una palanca de control Geber GE 203 connectada a un transmissor FuG 203 Kehl a l'avió i el receptor FuG 230 Straßburg instal·lat a la bomba. Per evitar les interferències enemigues al guiatge de ràdio es van planejar les variants Hs 293B guiades per cable i Hs 293D guiades per televisió però cap de les dues van estar operatives abans que acabés la guerra.

## Ús en combat
El novembre de 1940, es va formar un esquadró de proves especials, més tard anomenat EK.15 (Erprobungskommando 15 alemany: Equip de prova 15), per provar la Hs 293. A principis de 1943, les dues esquadrilles de prova de míssils es van ampliar i desplegar com a ala especialista anti-vaixells Kampfgeschwader 100 "Wiking". La EK.15, especialitzada en la Hs 293, va passar a ser II./KG.100, mentre que EK.21, especialitzada en la Fritz-X, va passar a ser III./KG.100. El juliol del 1943, els dos grups van ser desplegats al sud de França per a operacions de míssils contra el transport aliat a la Mediterrània i el golf de Biscaia.
El primer ús de la nova Hs 293 es va produir el 25 d'agost de 1943, quan una dotzena Dornier Do 217E-5s de la II./KG.100 va atacar una petita força de la Royal Navy al golf de Biscaia, danyant dues corbetes. El 27 d'agost, es va realitzar un altre atac a la mateixa zona contra el 40è grup d'escortes de la Royal Navy. La corbeta HMS Egret va ser enfonsada en l'atac i el destructor HMCS Athabaskan va ser danyat. Aquestes accions van portar a la suspensió durant uns dies de les patrulles antisubmarines a la zona.
Un dels atacs més mortífers va ser l'enfonsament del vaixell de tropes HMT Rohna a la Mediterrània el 26 de novembre de 1943. Hi van morir més de 1.100 persones, la majoria soldats nord-americans.
També es van fer servir per atacar els desembarcaments aliats a Salerno i Anzio, així com els desembarcaments de Normandia i el sud de França. La progressiva superioritat aèria dels aliats en tots els fronts va fer cada cop més difícil l'ús dels bombarders equipats amb Hs 293. Les darreres operacions amb la Hs 293 van ser els atacs dels ponts de Pontaubault a Bretanya per aturar la penetració produïda al front per l'operació Cobra i els ponts de l'Òder, l'abril de 1945 per intentar aturar l'avenç rus.

## Dades tècniques Hs 293A-1[1]
- Llarg: 3.88 m
- Envergadura: 3.04 m
- Pes: 1.045 kg
- Pes cap explosiu: 510 kg
- Motor: Walter HWK-109-507
  - Combustible: 60 kg peròxid d'hidrogen
  - Oxidant: 3,4 kg permanganat de potassi
  - Impuls: 6.000 kg/s
  - Temps de combustió: 10 segons

- Abast: 6–13 km
- Velocitat de creuer: 230 m/s 830 km/h; Mach 0.75
- Velocitat màxima: 250 m/s al final de la propulsió
- Guia: Ràdio control Kehl-Straßburg
- Receptor: STARU E230 Straßburg; 48–49.7 Mhz